# Mircea Snegur
Mircea Snegur, né le 17 janvier 1940 à Trifănești dans le royaume de Roumanie (aujourd'hui en Moldavie) et mort le 13 septembre 2023 à Chișinău (Moldavie), est un homme d'État moldave, premier président de la République de 1990 à 1997.

## Carrière

### Jeunesse
Entre l'âge de six et huit ans, le jeune Snegur est confronté avec sa famille à la famine de 1946-1948 qui a marqué, en Moldavie et Ukraine occidentale, toute sa génération. À l'issue de ses études scolaires, Mircea Snegur, devenu parfaitement russophone, sort diplômé de l'Institut d'agriculture de Chișinău (en russe : Кишинёв),. À vingt-quatre ans, en 1964, il intègre le Parti communiste de la République socialiste soviétique moldave.

### Ingénieur agronome
De 1967 à 1971, Mircea Snegur travaille en tant qu'ingénieur agronome dans les fermes d'État (sovkhozes) et les fermes collectives (kolkhozes) de Moldavie. Il travaille au ministère de l'agriculture de 1971 à 1978. À l'époque soviétique c'étaient des positions éminentes, car l'agronomie et l'agriculture se trouvant à la source de l'alimentation, les personnes qui y exerçaient des responsabilités non seulement ne manquaient de rien et n'étaient jamais confrontées aux disettes ou aux files d'attente, mais étaient à même de fournir de nombreuses familles en denrées.

### Carrière politique
Mircea Snegur mène une carrière d'apparatchik (ou de bureaucrate, selon le terme altermarxiste) au sein du PCUS sous le nom russifié de Mirtcha Ivanovitch Snegour. De 1985 à 1989, il fait partie du bureau politique du comité central du parti communiste de la RSS de Moldavie (le PCUS était divisé en 15 « partis-filiales », autant que de « républiques unionales »). En 1989 il est désigné secrétaire général du Praesidium du Soviet Suprême de la RSS de Moldavie, c'est-à-dire chef de cette entité.
La même année, grâce à la perestroïka et à la glasnost initiées par Mikhaïl Gorbatchev, les majorités autochtones des « républiques unionales » non-russes, manifestent et affirment leurs identités historiques, culturelles et linguistiques, demandant la fin de la russification et une réelle autonomie politique. Un « front populaire moldave » dirigé par Mircea Druc se constitue, qui demande ni plus ni moins que l'« abolition des conséquences du pacte Hitler-Staline », c'est-à-dire, en pratique, la fin de l'occupation soviétique de la Bessarabie et de la Bucovine du Nord donc le retour à la Roumanie.
Face au danger de dislocation de l'URSS, Moscou donne des directives d'apaisement des tensions et c'est ainsi que Snegur et le bureau politique du comité central du parti communiste moldave laissent le Soviet de la République décider en 1989 le retour à l'écriture latine et en 1990 le changement de nom de la République de République socialiste soviétique moldave (en russe : Молдавская Советская Социалистическая Республика et en moldave : Република Советикэ Сочиалистэ Молдовеняскэ) en « République de Moldavie », (Republica Moldova en roumain), tout en restant membre de l'URSS. Snegur reste à son poste de chef de la Moldavie avec le titre de « secrétaire général du Soviet suprême de la République de Moldavie » d'avril au 3 septembre 1990, lorsqu'il devient « président » alors que le PCUS et l'URSS s'effondrent.
Mircea Snegur prend acte de la volonté de la majorité autochtone roumanophone, sans pour autant perdre de vue les craintes des colons russophones ni la sphère d'influence russe ; il reste chef de l'État au moment de l'indépendance en août 1991 et fonde le Parti agrarien de Moldavie. Homme de compromis et s'affirmant adepte d'une realpolitik, il est, avec sa doctrine dite « Un peuple, deux États » (Un popor, două state) perçu par les nationalistes moldaves comme un obstacle à l'union avec la Roumanie, tandis que les russophones craignent qu'accorder à la majorité autochtone des droits égaux aux leurs (le droit de s'affirmer aussi facilement « roumain » que « russe » ou « ukrainien » en Moldavie) ne débouche sur leur marginalisation. Les russophones entament alors une lutte politique et culturelle pour que les Moldaves de langue roumaine ne puissent pas se définir comme « Roumains » mais seulement comme « Moldaves » (voir le débat autour de l'identité moldave), font sécession en Transnistrie en 1992 au prix d'une guerre locale (comme plus tard en Ukraine orientale) et reconstituent en 1993 le parti communiste, ferme partisan du maintien dans la CEI pro-russe.
La sécession de la Transnistrie prive la Moldavie de la majeure partie de son potentiel industriel : cette situation effraie les investisseurs et grève lourdement l'économie du pays. En 1995, Snegur refonde son parti en l'intégrant dans l'alliance de la « Renaissance et conciliation de Moldavie » (Renașterea și Concilierea din Republica Moldova). Il reste aux commandes jusqu'aux élections du 1er décembre 1996, qu'il perd face à Petru Lucinschi, oligarque richissime, lui aussi ancien responsable communiste, qui affirme pouvoir résoudre la crise politique et de redresser l'économie (ce qu'il tente, sans y parvenir mieux que Snegur). Mircea Snegur quitte ses fonctions le 15 janvier 1997.

### Retraite et vie privée
Depuis, Mircea Snegur a fait, comme Gorbatchev en Russie, figure de « vieux sage » ayant assuré de son mieux une transition difficile, sans trouver de solution idéale, mais en limitant les dégâts (surtout en comparaison avec la Tchétchénie, la Géorgie ou l'Ukraine) ; il donna des conférences, se positionna en conseiller politique et rejoignit l'Alliance Notre Moldavie.
Mircea Snegur était marié et a une fille, un fils et plusieurs petits-enfants.